# Томас У. Лоусон (шхуна)
Шхуна «Томас У. Лоусон» (англ. Thomas W. Lawson) — шхуна, винджаммер, единственное семимачтовое парусное судно в мире. Было спущено на воду со стапелей «Фор Ривер» г. Куинси (штат Массачусетс) в 1902 году.

## Название
Названа в честь американского бизнесмена и писателя Томаса У. Лоусона, автора романа «Пятница, 13-е число». Так совпало, что шхуна погибла именно в пятницу 13 декабря 1907 года.

## История создания
Известный судовладелец Джон Кроули, глава «Коствайс Транспортейшн» (Coastwise Transportation Company) в Бостоне, США, имел огромное желание создать самый большой парусник во всём мире, вследствие чего был вдохновителем и автором идеи постройки данного гиганта.

## Характеристики
Валовая вместимость шхуны «Томас У. Лоусон» составила 5,218 (брт), что на 137 (брт) было больше, чем у пятимачтового винджаммера «Preußen», которого ввели в эксплуатацию буквально за несколько месяцев до шхуны-гиганта.
Шхуна «Томас У. Лоусон», как и многие другие винджаммеры того периода, использовался для перевозки сыпучих грузов, угля. Корпус парусника имел двойное дно, что позволяло ему брать в качестве балласта до 1700 тонн воды. Учитывая огромный вес и высоту каждой из мачт, их продолжением служили деревянные стеньги, каждая высотой 17 метров. Экипаж в 16 человек относительно легко управлял парусником, учитывая, что его труд несколько облегчался различными приспособлениями и механизмами. Шхуна вдобавок к парусному вооружению была оснащена паровой рулевой установкой, электрическим обеспечением, парусными лебёдками.

## Служба
Практически всё время парусник эксплуатировался на одной линии и перевёз не одну тысячу тонн угля и других сыпучих грузов между США и Канадой. Однако в 1907 году он был зафрахтован одной нефтяной компанией для перевозки нефтепродуктов через Атлантический океан. Судно с полными трюмами бочек с нефтепродуктами отправилось в свой первый и трагически последний трансатлантический вояж из Филадельфии 19 ноября 1907 г.
Первая проблема произошла у острова Ньюфаундленд, где судно попало в полосу жесточайшего шторма и потеряло практически всё своё парусное вооружение. Его могло выбросить на береговые скалы, однако ветер поменял своё направление. Воспользовавшись этим, команда парусника установила запасной комплект парусного вооружения и смогла довести судно к месту назначения в Англию. Однако, проходя поблизости от островов Силли, парусник вновь попал в полосу шторма, и плохо управляемое судно было выброшено на рифы. Корпус судна не выдержал и разломился под ударами волн. Практически вся команда из 18 человек, включая лоцмана, погибла. В живых остались только 2 (по другим сведениям, — 3) человека. Это произошло в пятницу, 13 декабря 1907 г.

## Основные данные судна
- Длина с бушпритом (м) — 144
- Ширина (м) — 15
- Водоизмещение (т) — 10.860
- Объём судна (брт) — 5.218
- Площадь парусов (м²) — 4.330
- Класс судна — шхуна
- Годы эксплуатации — 1902—1907
- Страна постройки — США
- Команда (чел) — 16*
- Количество мачт — 7
- Высота мачт (м) — 35
- Диаметр мачт (см) — 97
- Вес мачт (т) — 20